# Ferretería Agorregi
La Ferrería de Agorregi es una instalación hidráulica histórica situada en el Parque Natural de Pagoeta, en Aya. Anexo al mismo complejo se encuentra un molino, aunque no funciona ni un solo día, al igual que la ferrería del siglo XIX. Permaneció vigente hasta el siglo XIX. El edificio que hoy se conserva data de 1754, aunque la forja fue fundada tres siglos antes. Hoy ha sido restaurado y recibe a turistas, paseantes y estudiantes.

## Historia
El agua se ha utilizado para generar energía desde la Edad Media y, según está documentado, en el siglo XV. Del siglo XVI también data la ferrería de Agorregi, situada en el pazo de Laurgain. XVI. En el siglo XIX las ferrerías estaban en pleno funcionamiento, vinculadas a la actividad pesquera y al comercio marítimo de la costa vasca.En 1754, el propietario de la forja, Joaquín Lardizábal, encargó a Francisco Ibero la elaboración de nuevos planos. Para aprovechar al máximo el agua, este último diseñó un ingenioso sistema, instalando cinco tomas de agua procedentes de arroyos cercanos. A través de un sistema de escalones, se aprovechó repetidamente la fuerza del agua para mover el gavión, luego el molino, etc.  Crearon una red de canales de casi dos kilómetros, y construyeron dos embalses (depósitos de agua) para canalizar el agua. Esta era la forja principal, ya que había otras más pequeñas, de aquí se extraía el hierro, que luego se enviaba a otras forjas más pequeñas, donde se trabajaba el hierro.

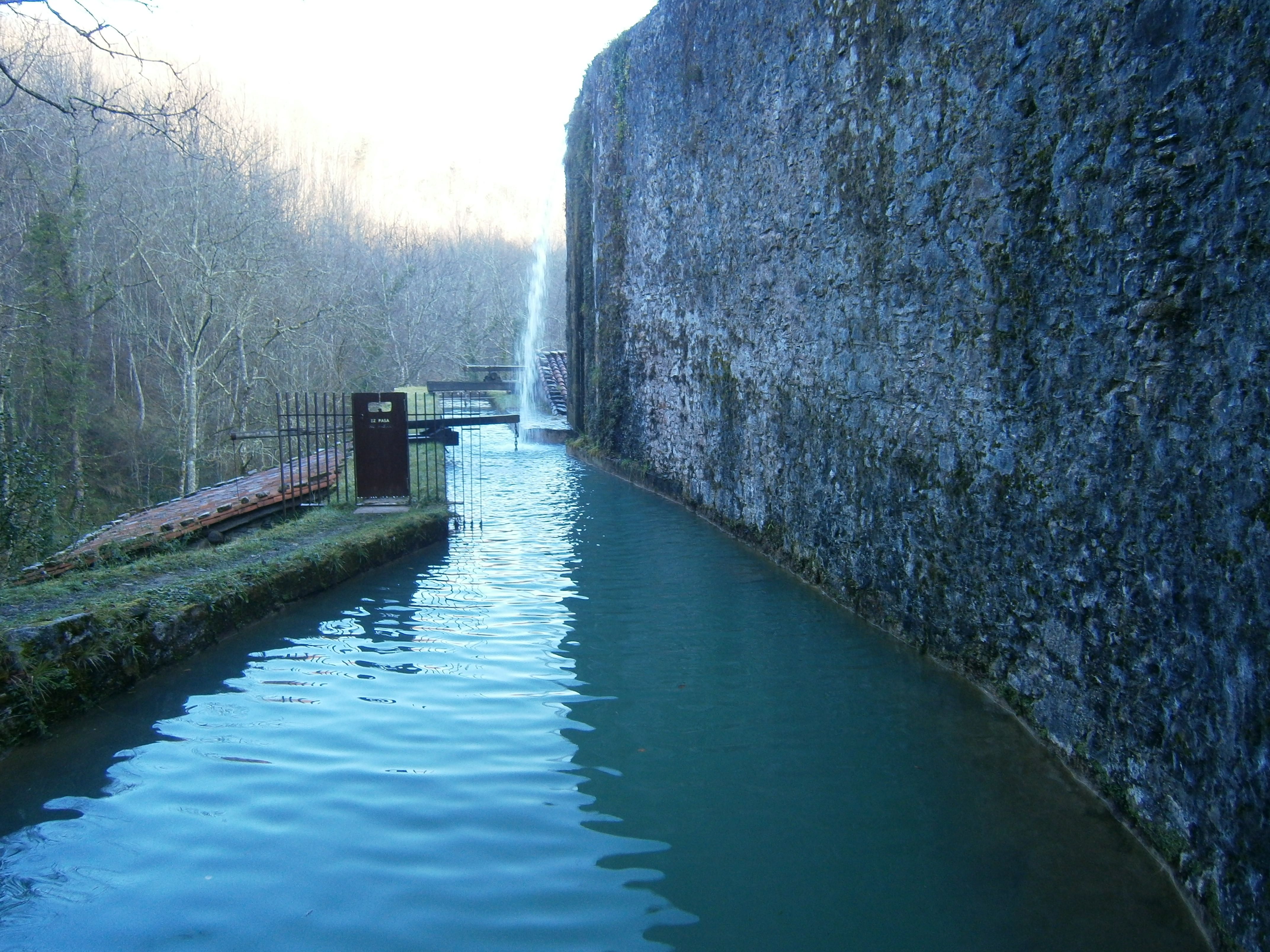
Un contenedor o recipiente
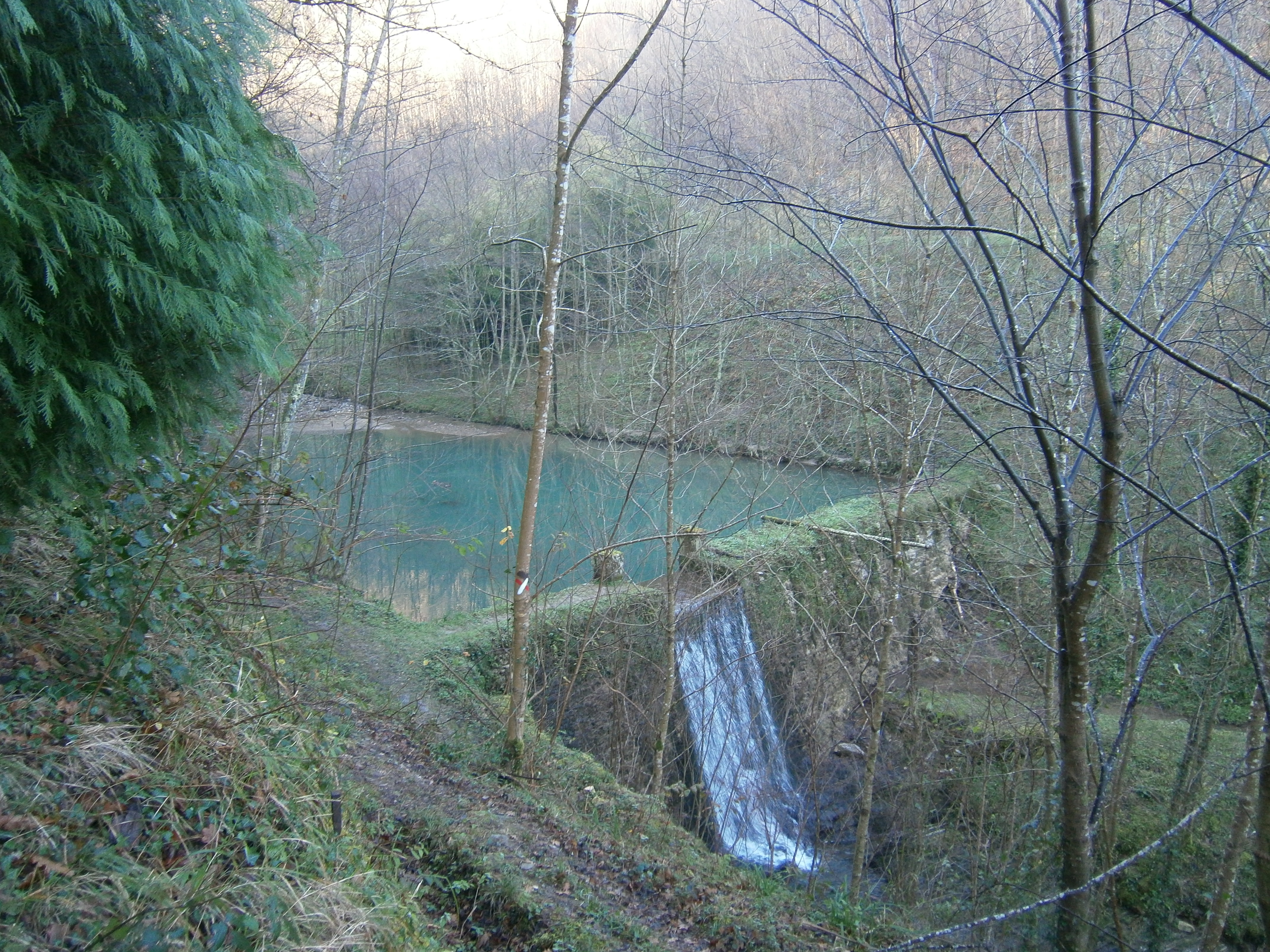
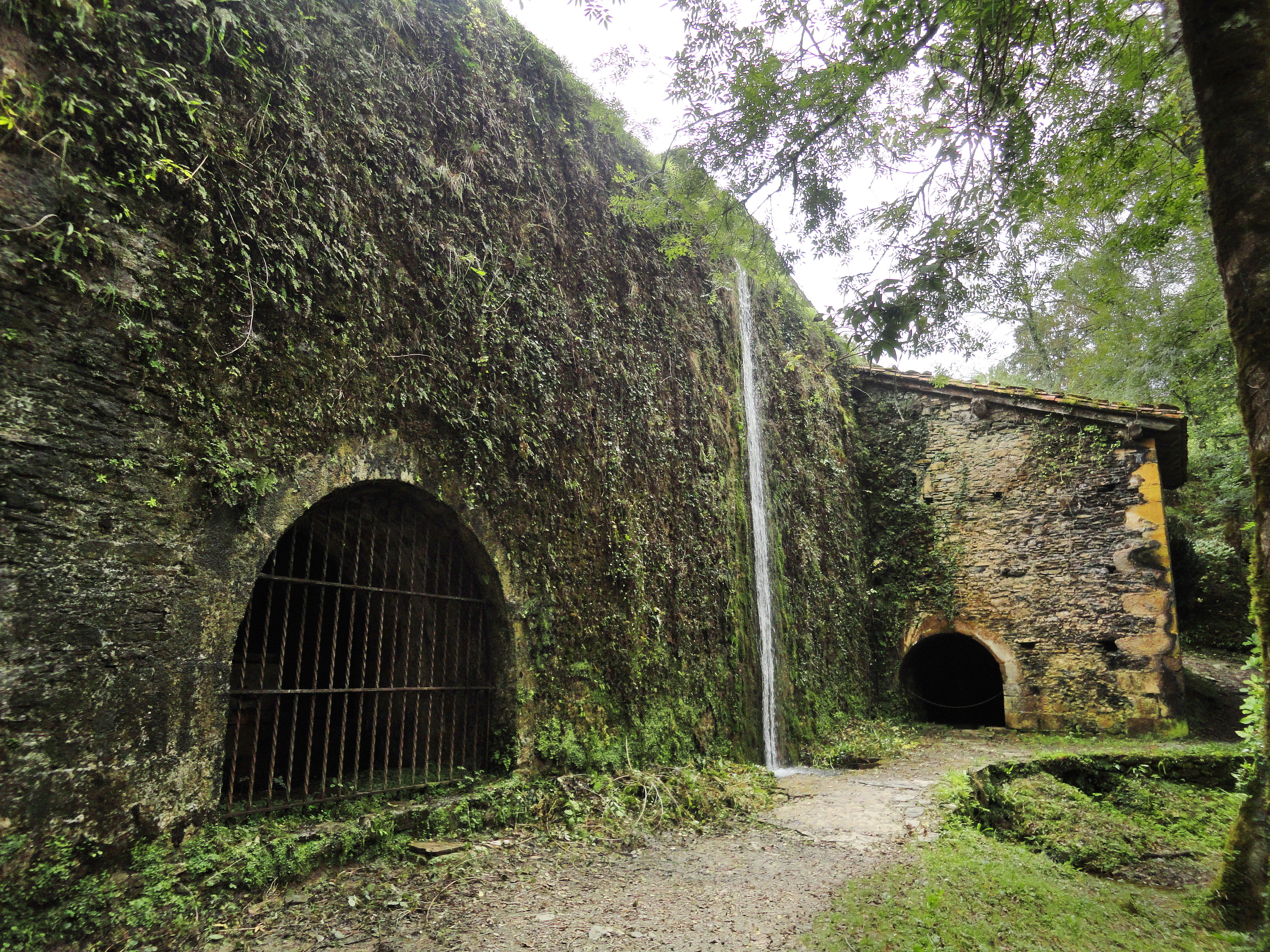